# Bridget Dowlingová
Bridget Elizabeth Hitlerová (rozená Downlingová, alternativně Brigid Elisabeth nebo Cissie; 3. července 1891 Dublin – 18. listopadu 1969 Long Island) byla švagrová diktátora Adolfa Hitlera z manželství s Aloisem Hitlerem mladším. Jejím synem byl William Patrick Hitler. Narodila se a vyrůstala v irském Dublinu.

## Manželství

### Zásnuby
V roce 1909 se Bridget a její otec William Dowling zúčastnili dublinské výstavy koní, kde se seznámili s Aloisem Hitlerem mladším, který o sobě tvrdil, že je bohatým hoteliérem cestující po Evropě, ačkoli ve skutečnosti byl pouze chudým vrátným v dublinském hotelu Shelbourne. Alois se Bridget dvořil na různých místech Dublinu a brzy spolu začali jednat o svatbě. Dne 3. června 1910 utekli do Londýna, kde nějakou dobu žili na Charing Cross Road. Otec Bridget pohrozil, že Aloise obviní z únosu, ale po její prosbě sňatek přijal.

### Raný manželský život
Manželé se usadili na Upper Stanhope Street 102, v penzionu rodiny Johnových v liverpoolském Toxtethu, a v roce 1911 se jim narodilo jediné dítě, William Patrick Hitler. Dům byl zničen při posledním německém náletu Liverpool Blitz dne 10. ledna 1942.

### Rozdělení
Alois odjel v roce 1914 do Německa, aby se tam prosadil v podnikání, ale tyto plány narušila první světová válka. Bridget s ním odmítla odjet, protože se stal násilníkem a začal mlátit syna. Alois se tedy rozhodl rodinu trvale opustit. Vrátil se do Německa, znovu se bigamně oženil a po válce poslal zprávu, že je mrtev. Jeho podvod byl později odhalen a v roce 1924 byl německými úřady obviněn z bigamie. Odsouzení unikl díky její intervenci. Vychovávala syna sama bez podpory manžela, s nímž se nakonec rozvedla (ačkoli jako římská katolička byla proti rozvodu). Aby se uživila, zařídila si dům v Highgate v severním Londýně a přijímala podnájemníky.

## Emigrace a tvrzení
V roce 1939 se vydala se svým synem na turné po Spojených státech, kam byl pozván, aby přednášel o svém nechvalně proslulém strýci. Rozhodli se zůstat a Bridget napsala rukopis My Brother-in-Law Adolf, v němž tvrdila, že její slavný švagr od listopadu 1912 do dubna 1913 pobýval v Liverpoolu a že žil s Bridget a Aloisem, aby se vyhnul odvodu do armády v rodném Rakousku. Tvrdila, že Adolfa seznámila s astrologií a že mu poradila, aby si zastřihl okraje kníru.
Pobyt Adolfa Hitlera v Liverpoolu má potvrzení od životopisce a přítele šéfa britské tajné služby sira Williama Stephensona v jeho knize A Man Called Intrepid. Sir William byl šéfem Britské bezpečnostní koordinace (BSC). Životopisec William Stevenson uvádí: „Hitlerův málo známý pobyt v Anglii mezi listopadem 1912 a dubnem 1913 je ověřen dokumenty BSC.“
Rok 1912 až polovina roku 1913 jsou označovány za Hitlerův „scházející rok“. V tomto období žil ve Vídni v ubytovnách pro bezdomovce. Historik Peter Longerich ve své knize Hitler, A Life potvrzuje, že „o Hitlerově životě v období 1910-1913 skutečně neexistují téměř žádné spolehlivé důkazy“. V úvodní větě 4. kapitoly knihy Adolfa Hitlera Mein Kampf se uvádí: „Na jaře 1912 jsem přišel definitivně do Mnichova.“ ("Im Frühjahr 1912 kam ich endgültig nach München.") Hitlerův výrok je však prokazatelně nepravdivý. Mnichovský policejní záznam ukazuje, že se Hitler přestěhoval z Vídně do Mnichova ve věku čtyřiadvaceti let a že přijel až v neděli 25. května 1913.
Otázka, zda Hitler navštívil své britské příbuzné v Liverpoolu, není zodpovězena. Někteří historici odmítají Bridgetin rukopis jako výmysl, který byl napsán ve snaze vydělat na jejím slavném vztahu. Michael Unger však ve své knize The Hitlers Of Liverpool cituje kanadského historika, profesora Alana Casselse, který napsal: „Detaily z Merseyside jsou jistě nepřímo věrohodné“... „Jsem nakloněn věřit jeho švagrové.“ Brigitte Hamannová a Hans Mommsen tvrdí, že těch několik málo pramenů z Vídně z tohoto období je „veskrze pochybných“. Profesor Robert Waite v dodatku ke své knize The Psychopathic God: Adolf Hitler zpochybňuje její tvrzení, že Adolf Hitler u ní bydlel, stejně jako některá další tvrzení v její knize. Podle Davida Gardnera Bridgetina snacha uvedla, že Bridget přiznala, že obsah knihy je smyšlený.[zdroj?] Příběh o návštěvě Adolfa Hitlera v Liverpoolu však zůstane populární a stane se námětem románu Beryl Bainbridgeové Young Adolf z roku 1978 (adaptovaného pro televizi BBC jako The Journal of Bridget Hitler v roce 1981) a notoricky známého komiksu Granta Morrisona a Steva Yeowella The New Adventures of Hitler z roku 1989.

## Poválečný život
Po válce se se synem usadila na Long Islandu ve státě New York pod falešným jménem Stuart-Houston. Zde zemřela 18. listopadu 1969 a je pohřbena na hřbitově Holy Sepulchre Cemetery v Coramu na Long Islandu po boku svého syna, který zemřel 14. července 1987.
Rodina zůstávala záhadou až do doby, než byly digitalizovány a na internetu zveřejněny irské sčítání lidu z let 1901 a 1911. Jména členů rodiny, včetně Bridget, jsou ve sčítání lidu z roku 1901 uvedena pod jménem William Dowling z Flemings Place, poblíž Mespil Road v Dublinu. Později se rodina přestěhovala do Denzille Street, nyní pojmenované Fenian Street. Její jméno není při sčítání lidu z roku 1911 u rodiny Dowlingových uvedeno. Místo toho se objevuje jako „Cissie Hitler“ ve sčítání lidu Anglie a Walesu z roku 1911, kde je uvedena s manželem „Antonem Hitlerem“ a synem „Williamem Hitlerem“ na adrese 102 Upper Stanhope Street, Liverpool.